# Sergey Trishin
Pas d'image ? Cliquez ici

a Compétitions nationales et continentales officielles uniquement.

b Matchs officiels uniquement.
Dernière mise à jour le 30 décembre 2020.
Sergueï Trichine (en russe : Сергей Тришин), né le 12 décembre 1984, est un joueur russe de rugby à XV qui évolue au poste de centre.

## Biographie
Il commence sa carrière en signant au VVA Podmoskovie en 2002, avec lequel il remporte sept titres de champion de Russie. Il débute en sélection nationale en 2005, lors d'une rencontre face à la Tchéquie.
Il s'installe rapidement comme un cadre de l'équipe nationale, jouant 5 rencontres en 2006, 8 en 2008 et 2009, 9 en 2010. Il est donc logiquement intégré à l'effectif de la Russie pour disputer la coupe du monde 2011. Mais il ne dispute qu'un seul match, face à l'Irlande.
Il continue sa carrière internationale, disputant 10 matchs jusqu'en 2013. Il sera alors moins utilisé, ne disputant qu'une sélection entre Février 2013 et Février 2017. Dans le même temps, il dispute quelques tournois de rugby à sept lors de World Rugby Sevens Series en 2015 et 2017.
En 2017, il est prêté au Ienisseï-STM qui dispute la Challenge Cup, puis de nouveau en 2018. Il disputera ainsi 6 matchs de Challenge Cup.
En 2018, il retrouve la sélection nationale, et dispute 7 matchs internationaux, mais ne sera pas inclus dans l'effectif pour la coupe du monde 2019.

## Carrière

### En club
- Depuis 2002 : VVA Podmoskovie
- 2017-2019 : → Ienisseï-STM (Challenge Cup uniquement)

## Palmarès
- Championnat de Russie de rugby à XV 2003
- Championnat de Russie de rugby à XV 2004
- Championnat de Russie de rugby à XV 2006
- Championnat de Russie de rugby à XV 2007
- Championnat de Russie de rugby à XV 2008
- Championnat de Russie de rugby à XV 2009
- Championnat de Russie de rugby à XV 2010

## Statistiques

### En sélection
| Année | Compétition                               | Matchs | Points | Essais | Transf. | Drops | Pénal. |
| ----- | ----------------------------------------- | ------ | ------ | ------ | ------- | ----- | ------ |
| 2005  | CEN D1 2004-2006                          | 1      | -      | -      | -       | -     | -      |
| 2006  | CEN D1 2004-2006                          | 4      | 10     | 2      | -       | -     | -      |
| 2006  | Coupe des nations de rugby à XV 2006 (en) | 1      | 10     | 2      | -       | -     | -      |
| 2007  | CEN D1 2006-2008                          | 2      | -      | -      | -       | -     | -      |
| 2008  | CEN D1 2006-2008                          | 5      | -      | -      | -       | -     | -      |
| 2008  | Coupe des Nations 2008                    | 2      | -      | -      | -       | -     | -      |
| 2008  | CEN D1 2008-2010                          | 1      | -      | -      | -       | -     | -      |
| 2009  | CEN D1 2008-2010                          | 4      | 5      | 1      | -       | -     | -      |
| 2009  | Coupe des Nations 2009                    | 3      | -      | -      | -       | -     | -      |
| 2009  | Test                                      | 1      | -      | -      | -       | -     | -      |
| 2010  | CEN D1 2008-2010                          | 4      | -      | -      | -       | -     | -      |
| 2010  | Churchill Cup 2010                        | 2      | -      | -      | -       | -     | -      |
| 2010  | Test                                      | 3      | -      | -      | -       | -     | -      |
| 2011  | Churchill Cup 2011                        | 2      | -      | -      | -       | -     | -      |
| 2011  | Coupe du monde de rugby à XV 2011         | 1      | -      | -      | -       | -     | -      |
| 2012  | CEN D1 2010-2012                          | 5      | -      | -      | -       | -     | -      |
| 2012  | Coupe des Nations 2012                    | 2      | -      | -      | -       | -     | -      |
| 2012  | Test                                      | 1      | -      | -      | -       | -     | -      |
| 2013  | CEN D1 2012-2014                          | 2      | -      | -      | -       | -     | -      |
| 2015  | CEN D1 2014-2016                          | 1      | -      | -      | -       | -     | -      |
| 2017  | REC 2017                                  | 2      | -      | -      | -       | -     | -      |
| 2018  | REC 2018                                  | 4      | -      | -      | -       | -     | -      |
| 2018  | Test                                      | 3      | -      | -      | -       | -     | -      |
| Total | Total                                     | 56     | 25     | 5      | -       | -     | -      |

| Essai | Adversaire | Lieu                                      | Compétition                               | Date            | Résultat | Score |
| ----- | ---------- | ----------------------------------------- | ----------------------------------------- | --------------- | -------- | ----- |
| 1     | Portugal   | Stade universitaire de Lisbonne, Lisbonne | CEN D1 2004-2006                          | 25 février 2006 | Nul      | 19-19 |
| 1     | Ukraine    | Stade Spartak, Kiev                       | CEN D1 2004-2006                          | 27 mai 2006     | Victoire | 12-55 |
| 2     | Portugal   | Stade universitaire de Lisbonne, Lisbonne | Coupe des nations de rugby à XV 2006 (en) | 13 juin 2006    | Victoire | 17-37 |
| 1     | Allemagne  | Rudolf-Kalweit-Stadion, Hanovre           | CEN D1 2008-2010                          | 2 mai 2009      | Victoire | 0-53  |